# 辻堂ゆめ
辻堂 ゆめ（つじどう ゆめ、1992年12月18日 -）は、日本の小説家、推理作家。女性。神奈川県藤沢市出身。

## 経歴
小学4年までは茨城県水戸市で過ごし、中学1年から高校1年までをアメリカで過ごす。（いずれも父の転勤によるもの。）
そのため藤沢市立明治中学校に入学したが、1ヶ月で途中で転校し、アメリカ合衆国・ニュージャージー州のBrookside Middle Schoolを卒業。高校2年生のときに帰国し、神奈川県立湘南高等学校に編入。2011年に卒業。国家公務員に興味があったため、同年、東京大学教養学部文科一類に入学した。
2014年、東京大学法学部の在学中に、神家正成「深山の桜」とともに「夢のトビラは泉の中に」で第13回『このミステリーがすごい!』大賞優秀賞を受賞（大賞は降田天「女王はかえらない」）。『このミステリーがすごい!』大賞の学生での受賞は水田美意子（第4回、特別奨励賞）以来で、優秀賞の受賞は女性初となる。翌2015年、同作を『いなくなった私へ』と改題し刊行、小説家デビューを果たす。同年3月、東京大学総長賞を受賞し、同大学を卒業。同年4月、都内にあるIT通信関係の企業に就職。藤沢市生涯学習特別貢献表彰を受賞。2018年6月、通信関係の企業を退職して専業作家になる。
2021年、『十の輪をくぐる』で第42回吉川英治文学新人賞候補。2022年、『トリカゴ』で第24回大藪春彦賞受賞、第75回日本推理作家協会賞長編および連作短編集部門候補。

## 人物
4歳の時に親から「作家」という言葉を教えてもらい、幼稚園で「大きくなったら作家になりたい」と話していたという。受賞コメントとして、「読み終わった時に、心に温かいものが残るような作品を書いていきたい」と語っている。
ペンネームの「辻堂」は出身地名、「ゆめ」はサークルでの愛称に由来する。
受賞作「夢のトビラは泉の中に」は、大学2年の時にプロットを考えて冒頭の部分だけを書き、大学3年の時に最後まで書き上げた。書き始めた当初は、新人賞に応募しようとは思っていなかったため、「本当に書き上げて良かった」と語っている。
大学のサークルは合唱・バンド・ミュージカル。趣味はギターの弾き語り。
2018年3月に結婚。夫は会社の同期。2児の母。
社会人3年目に通信制大学で教員免許（小学校教員免許）を取得したが、作家業が忙しくなったことと出産もあり、教員としての活動は行っていない。※2020年8月現在

## ミステリ・ランキング
- 本格ミステリ・ベスト10
  - 2022年 - 『トリカゴ』22位

## 作品リスト

### 単著

#### 片想い探偵 追掛日菜子
- 片想い探偵 追掛日菜子（2018年6月 幻冬舎文庫）
- またもや片想い探偵 追掛日菜子（2020年10月 幻冬舎文庫）

#### 図書館B2捜査団
- 図書館B2捜査団 秘密の地下室（2020年6月 青い鳥文庫）
- 図書館B2捜査団 人気占い師の闇（2020年9月 青い鳥文庫）

#### その他の小説
- いなくなった私へ（2015年2月 宝島社 / 2016年2月 宝島社文庫）
- コーイチは、高く飛んだ（2016年3月 宝島社 / 2017年4月 宝島社文庫）
- あなたのいない記憶（2016年11月 宝島社 / 2017年10月 宝島社文庫）
- 悪女の品格（2017年7月 東京創元社 / 2020年8月 創元推理文庫）
- 僕と彼女の左手（2018年1月 中央公論新社 / 2021年3月 中公文庫）
- 今、死ぬ夢を見ましたか（2019年3月 宝島社文庫）
- お騒がせロボット営業部！（2019年7月 文春文庫）
- 君の想い出をください、と天使は言った（2019年8月 角川文庫）
- 卒業タイムリミット（2019年11月 双葉社 / 2022年3月 双葉文庫）
- ヒマワリ高校初恋部！（2020年1月 LINE文庫）
  - 【改題】初恋部 恋はできぬが謎を解く（2021年6月 実業之日本社文庫GROW）
- あの日の交換日記（2020年4月 中央公論新社）
- 十の輪をくぐる（2020年12月 小学館）
- ようこそ来世喫茶店へ〜永遠の恋とメモリーブレンド〜（2021年1月 スターツ出版文庫）
- トリカゴ（2021年9月 東京創元社）
- 二重らせんのスイッチ（2022年4月 祥伝社）
- 君といた日の続き（2022年10月 新潮社）
- 答えは市役所3階に 2020心の相談室（2023年1月 光文社）
- サクラサク、サクラチル（2023年7月 双葉社）
- 山ぎは少し明かりて（2023年11月 小学館）
- 二人目の私が夜歩く（2024年4月 中央公論新社）
- 今日未明（2025年8月 徳間書店）

### アンソロジー
「」内が辻堂ゆめの作品
- 5分で読める！ ひと駅ストーリー 旅の話（2015年12月 宝島社文庫）「星天井の下で」
- 10分間ミステリー THE BEST（2016年9月 宝島社文庫）「茶色ではない色」
- 5分でドキッとする！ 意外な恋の物語（2020年8月 宝島社文庫）「星天井の下で」
- 放課後探偵団2 書き下ろし学園ミステリ・アンソロジー（2020年11月 創元推理文庫）「黒塗り楽譜と転校生」
- 非日常の謎 ミステリアンソロジー（2021年3月 講談社タイガ）「十四時間の空の旅」
- 3分で読める！ 眠れない夜に読む心ほぐれる物語（2021年7月 宝島社文庫）「ぴこぱこぽん」
- 3分で読める！ 誰にも言えない○○の物語（2022年5月 宝島社文庫）「誰にも言えない死後の世界の物語」
- 陥穽の円舞曲（2022年11月 光文社）「加害者と被害者」
- 3分で仰天！ 大どんでん返しの物語（2023年1月 宝島社文庫）「ぴこぱこぽん」
- 東大に名探偵はいない（2023年1月 KADOKAWA）「片面の恋」
- 3分で読める！ ティータイムに読むおやつの物語（2023年4月 宝島社文庫）「大人になるってそういうこと」

### 単著未収録作品
小説
- 「君をミュート」 - 『文芸ラジオ 5号』2019年7月
- 「十四時間の空の旅」 - 『小説現代』2021年2月号
- 「夕焼け空と三輪車」 - 『読楽』2022年5月号
- 「その火を消し止めて」 - 『紙魚の手帖』vol.21 FEBRUARY 2025 -

エッセイ
- 「最高のひと皿」 - 『小説すばる』2019年9月号

## 映像化作品

### テレビドラマ
- 卒業タイムリミット（2022年4月4日 - 5月12日、全24話、NHK総合「夜ドラ」枠、主演：井上祐貴）[27]

### 配信ドラマ
- 古書堂ものがたり 第3話・第4話（2023年4月25日・5月2日、Lemino、出演：井上和・五百城茉央・冨里奈央、原作：黒塗り楽譜と転校生『放課後探偵団2 書き下ろし学園ミステリ・アンソロジー』所収）[28][29]